# Hănășești (Poiana Vadului), Alba
Hănășești este un sat în comuna Poiana Vadului din județul Alba, Transilvania, România.
 Acest articol despre o localitate din județul Alba este deocamdată un ciot. Puteți ajuta Wikipedia prin completarea lui.